# Luis Eduardo Reyes
Luis Eduardo Reyes (Candelaria, Colombia, 27 de enero de 1954) es un exjugador de fútbol  que se desempeñaba como defensa central, apodado el Hombre de Hierro solo jugó para América de Cali entre 1971 y 1986, a su retiro dirigió en las inferiores del equipo escarlata.

## Trayectoria
En su carrera solo jugó para América de Cali de Colombia, equipo en el que debutó en la temporada 1971 de la mano del estratega Guillermo Cesar Reynoso, fue estelar jugador en la década de los 70, desde 1974 cuando dirigía el Yugoslavo Vilic Simo se hizo titular indiscutible en la defensa de los Diablos Rojos, se caracterizó por su juego fuerte de ahí su apodo El Hombre de Hierro, su entrega por el América lo hizo todo un ídolo y capitán en varias ocasiones; el 19 de diciembre de 1979 fue uno de los inicialistas del partido ante Unión Magdalena que significó la primera estrella de América en la historia y el posterior Pentacampeonato, su pareja de saga más recordado es José Pascuttini; Su último partido oficial con los diablos rojos fue el 7 de mayo de 1986, versus Deportivo Cali, había completado 396 juegos y 11 goles con la camiseta escarlata, Por Copa Libertadores jugó 34 partidos y anotó 2 goles. 
Reyes también fue parte y jugador clave de la Selección de fútbol de Colombia en la Copa América 1979 y Eliminatorias 1981 y 85, llegando a jugar un total de 20 partidos oficiales

## Clubes
| Club            | País     | Año       |
| --------------- | -------- | --------- |
| América de Cali | Colombia | 1971-1986 |

## Palmarés

### Campeonatos nacionales
| Título           | Club            | País     | Año  |
| ---------------- | --------------- | -------- | ---- |
| Primera División | América de Cali | Colombia | 1979 |
| Primera División | América de Cali | Colombia | 1982 |
| Primera División | América de Cali | Colombia | 1983 |
| Primera División | América de Cali | Colombia | 1984 |
| Primera División | América de Cali | Colombia | 1985 |
| Primera División | América de Cali | Colombia | 1986 |

### Campeonatos internacionales
| Título             | Equipo          | País      | Año  |
| ------------------ | --------------- | --------- | ---- |
| Copa Simón Bolívar | América de Cali | Venezuela | 1975 |